# 波氏艾狼蛛
波氏艾狼蛛（学名：Evippa potanini）为狼蛛科艾狼蛛属的动物。分布于蒙古以及中国大陆的四川、陕西、新疆、青海、河南等地，一般生活于荒漠草原、树林以及草丛等。该物种的模式产地在四川。